# Skytale

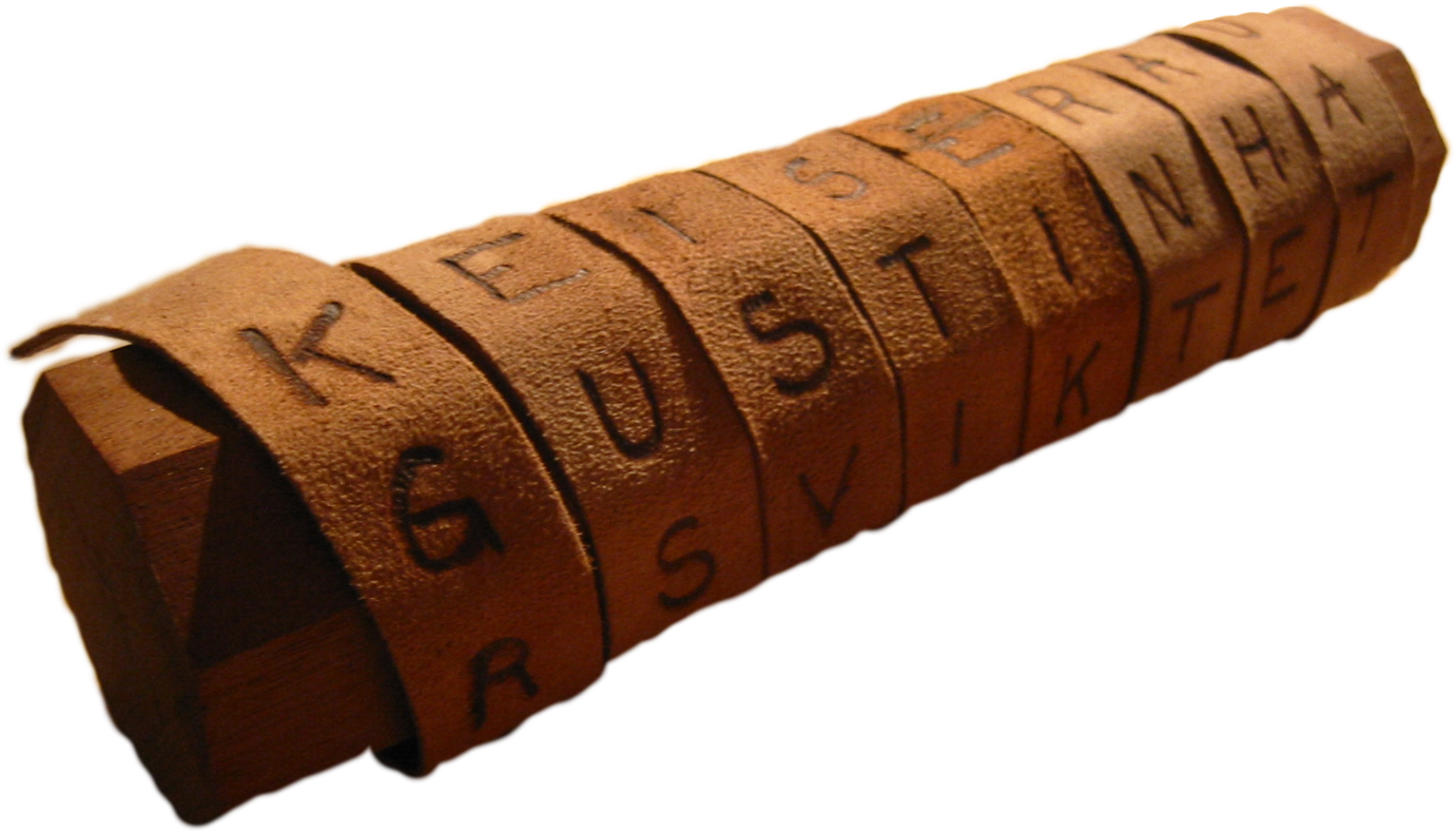
En skytale med ett meddelande på norska: "Keiser Augustin har sviktet [oss og planlegger et bakholdsangrep]".

Skytale är en kryptering som användes i Grekland under antiken. En skytale är en slags käpp som användes för transpositionschiffer. Plutarchos (50–120) har beskrivit hur det gick till att använda den. Skytalen omnämns först av poeten Archilochus (680–645 f.Kr.).